# Sponholz Peak
Sponholz Peak är en bergstopp i Antarktis. Den ligger i Västantarktis. Chile gör anspråk på området. Toppen på Sponholz Peak är 1 730 meter över havet, eller 147 meter över den omgivande terrängen. Bredden vid basen är 1,8 km.
Terrängen runt Sponholz Peak är huvudsakligen kuperad, men åt nordväst är den platt. Trakten är obefolkad. Det finns inga samhällen i närheten.